# دانشگاه کنتیکت

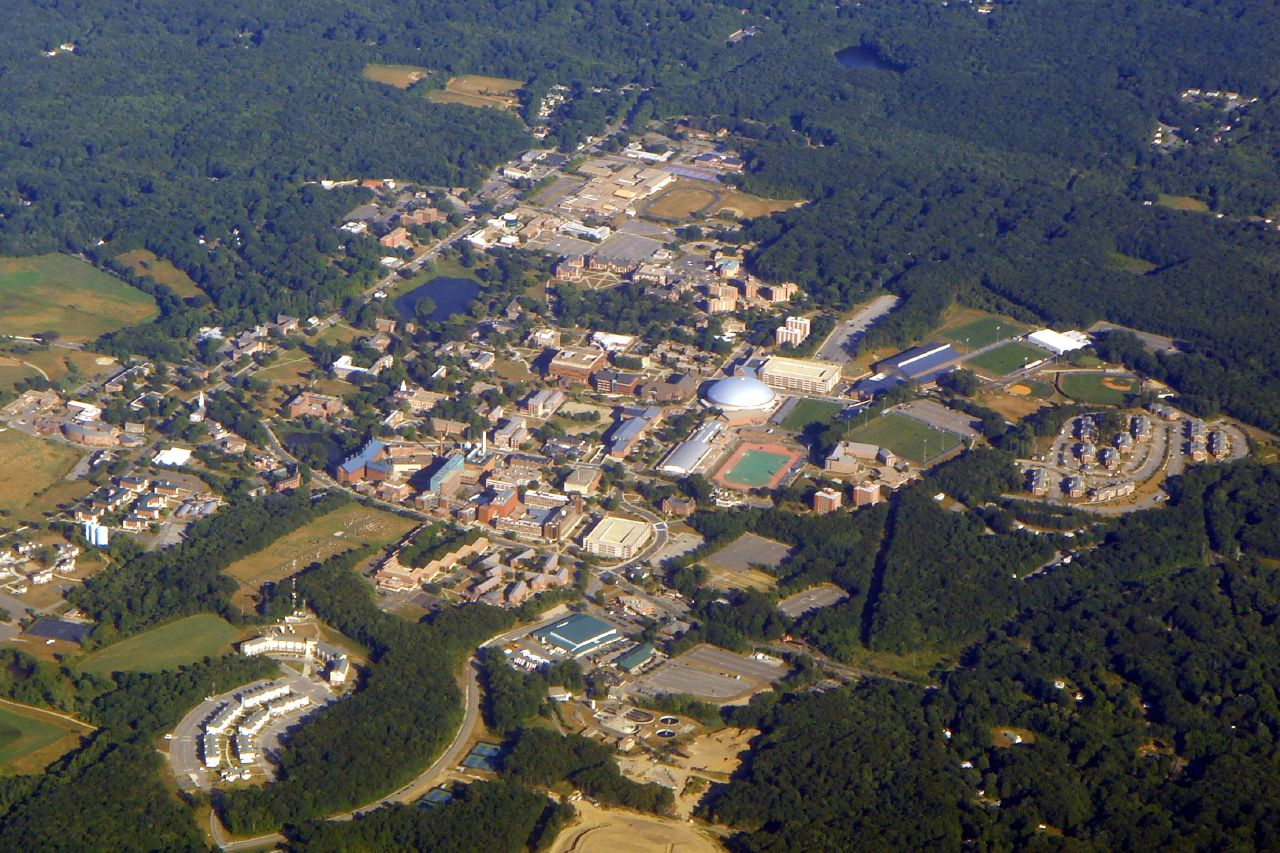
نمای هوایی از پردیس استورس

دانشگاه کِنِتیکِت (به انگلیسی: University of Connecticut) یک دانشگاه تحقیقاتی دولتی در استورس واقع در ایالت کنتیکت آمریکا است که در سال ۱۸۸۱ میلادی تأسیس گردیده‌است. دانشگاه کنتیکت یکی از بیست دانشگاه برتر دولتی در ایالات متحده است. در رسانه‌ها و در گفتار عامیانه بیشتر با عنوان مخفف آن، یوکان (UConn)، نام‌برده می‌شود.
پردیس اصلی ۴۴۰۰ هکتاری (۱۷٫۸ کیلومتر مربع) در استورس است، تقریباً نیم ساعت با ماشین از هارتفورد و ۹۰ دقیقه با بوستون فاصله دارد. این یک دانشگاه شاخص است که در رتبه‌بندی ملی به‌عنوان بهترین دانشگاه دولتی نیوانگلند قرار گرفته و در «مدارس دولتی برتر» ۲۴ و در ۶۴ دانشگاه برتر ملی در رتبه‌بندی ۲۰۲۰ یواس‌ای‌تودی و گزارش جهانی قرار دارد.
UConn توسط مجله Money و Princeton Review رتبه ۱۸ را از نظر ارزش کسب کرده‌است. این دانشگاه در میان «R1: دانشگاه‌های دکترا - فعالیت تحقیقاتی بسیاربالا» طبقه‌بندی شده‌است. این دانشگاه به‌عنوان یک دانشگاه عمومی شناخته شده‌است، که به‌عنوان گروهی منتخب از دانشگاه‌های دارای بودجه عمومی تعریف می‌شود.
UConn یکی از مؤسسات مؤسس اتحاد مشارکت اقتصادی و فرهنگی منطقه ای هارتفورد، کانکتیکت / اسپرینگفیلد، ماساچوست است که به عنوان دالان دانش نیوانگلند شناخته می‌شود. UConn دومین دانشگاه ایالات متحده بود که به Universitas 21 دعوت شد، یک شبکه بین‌المللی نخبه و متشکل از ۲۴ دانشگاه با تحقیقات فشرده، که برای تقویت شهروندی جهانی با یکدیگر همکاری می‌کنند. UConn توسط انجمن مدارس و کالج‌های نیوانگلند معتبر است. UConn در سال ۱۸۸۱ به عنوان مدرسه کشاورزی Storrs تأسیس شد، به نام دو برادر که زمین را برای مدرسه اهدا کردند. در سال ۱۸۹۳، این مدرسه به کالج اعطای زمین تبدیل شد. در سال ۱۹۳۹، این نام به دانشگاه کانتیکت تغییر یافت. طی دهه آینده، برنامه‌های مددکاری اجتماعی، پرستاری و تحصیلات تکمیلی تأسیس شد، در حالی که دانشکده‌های حقوقی و داروسازی نیز جذب دانشگاه شدند. در طول دهه ۱۹۶۰، UConn Health برای دانشکده‌های پزشکی و دندانپزشکی جدید تأسیس شد. بیمارستان جان دمپسی در سال ۱۹۷۵ در فارمینگتون افتتاح شد.
UConn که در کنفرانس دوومیدانی آمریکا به عنوان Huskies شرکت می‌کند، به ویژه در برنامه‌های بسکتبال مردان و زنان خود موفق بوده‌است. هاسکی‌ها ۲۱ قهرمانی NCAA را به دست آورده‌اند. مسابقات UConn Huskies موفق‌ترین برنامه بسکتبال زنان در کشور است که با کسب ۱۱ رکورد مسابقات قهرمانی ملی بخش I NCAA (مساوی با تیم بسکتبال مردان UCLA Bruins) و رکورد چهار پیاپی زنان (۲۰۱۳–۲۰۱۶)، بعلاوه بیش از ۴۰ دوره مسابقات عادی و مسابقات قهرمانی کنفرانس. UConn همچنین دارای دو طولانی‌ترین پیروزی در هر جنسیت در تاریخ بسکتبال کالج است.

## تاریخچه
یوکان در سال ۱۸۸۱ با عنوان مدرسه کشاورزی استورس تأسیس شد. نامگذاری پردیس استورس برای بزرگداشت چارلز و آگوستوس استورس، دو برادری که زمین و همچنین حمایت مالی اولیه را برای بنیان‌گذاری دانشگاه را اهدا کرده‌اند می‌باشد. پذیرش زنان از سال ۱۸۹۱ آغاز شد که در سال ۱۸۹۳ حالت رسمی به خود گرفت. در سال ۱۸۹۹ نام مؤسسه به کالج کشاورزی کانکتیکت تغییر یافت و در سال ۱۹۳۳ دوباره به کالج ایالتی کانکتیکت تغییر نام داده شد. سر انجام در سال ۱۹۳۹ نام آن به دانشگاه کانکتیکت تغییر داده شد که امروزه نیز از همین نام استفاده می‌شود. با شروع دوره جدید با عنوان دانشگاه از سال ۱۹۴۰ دانشکده‌های مجزا تشکیل شدند. در همین زمان دانشکده پرستاری و دانشکده کارهای اجتماعی نیز بنیان نهاده شد. همزمان دوره‌های تحصیلات تکمیلی نیز به دوره‌های موجود اضافه شد و دانشکده‌های داروسازی و حقوق که به صورت مستقل وجود داشتند جذب مجموعه دانشگاه شدند. اولین درجه دکتری یوکان در سال ۱۹۴۹ اعطا گردید.

## پردیس‌ها
پردیس اصلی دانشگاه در شهر کوچک استورس قرار دارد. این پردیس شامل بسیاری از دانشکده‌های دانشگاه از جمله دانشکده مهندسی، دانشکده علوم انسانی دانشکده کشاورزی، دانشکده علوم دامی می‌باشد. دانشکده‌های پزشکی دندان پزشکی به همراه بیمارستان جان دمپسی در فارمینگتون واقع می‌باشند. علاوه بر این یوکان دارای چند پردیس دیگر در شهرهای آوری پوینت و ترینگتون می‌باشد.

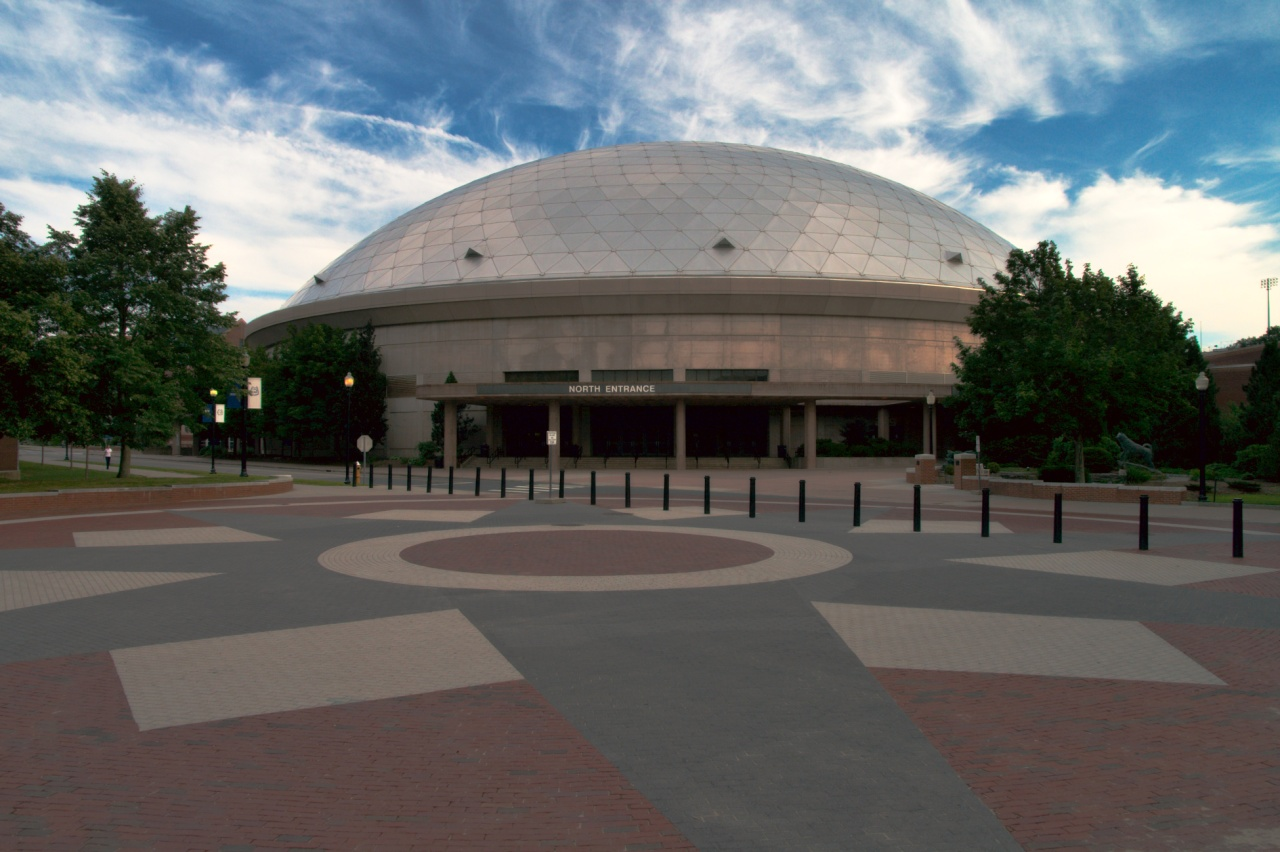
ساختمان سالن بسکتبال گمپل، پردیس استورس
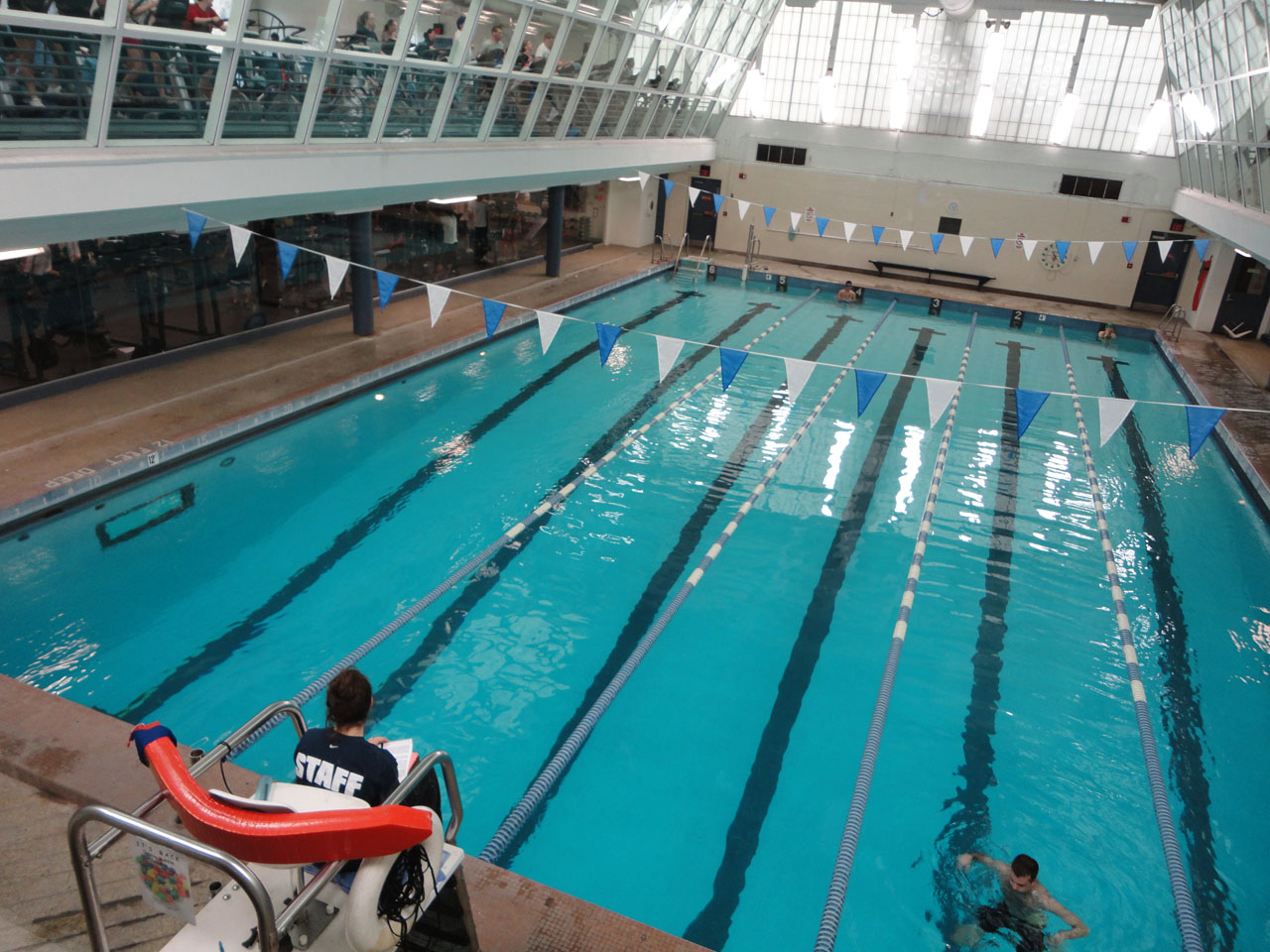
استخر شنا، پردیس استورس
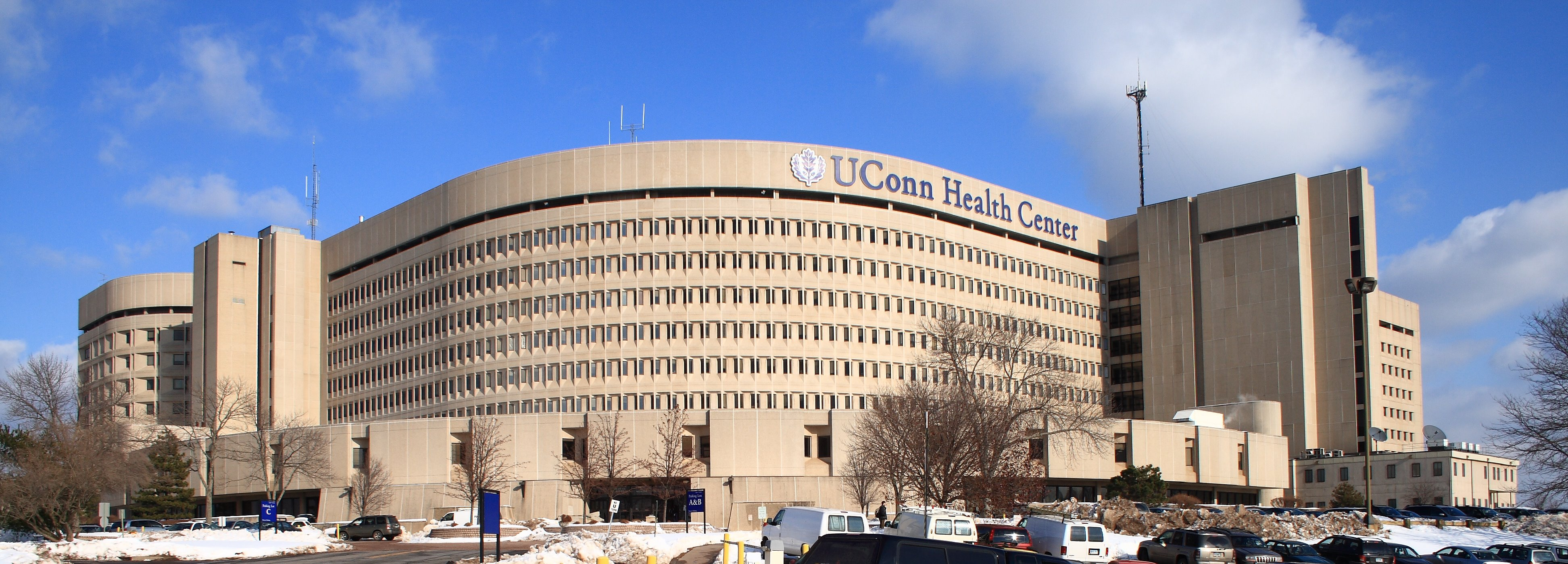
دانشکده پزشکی
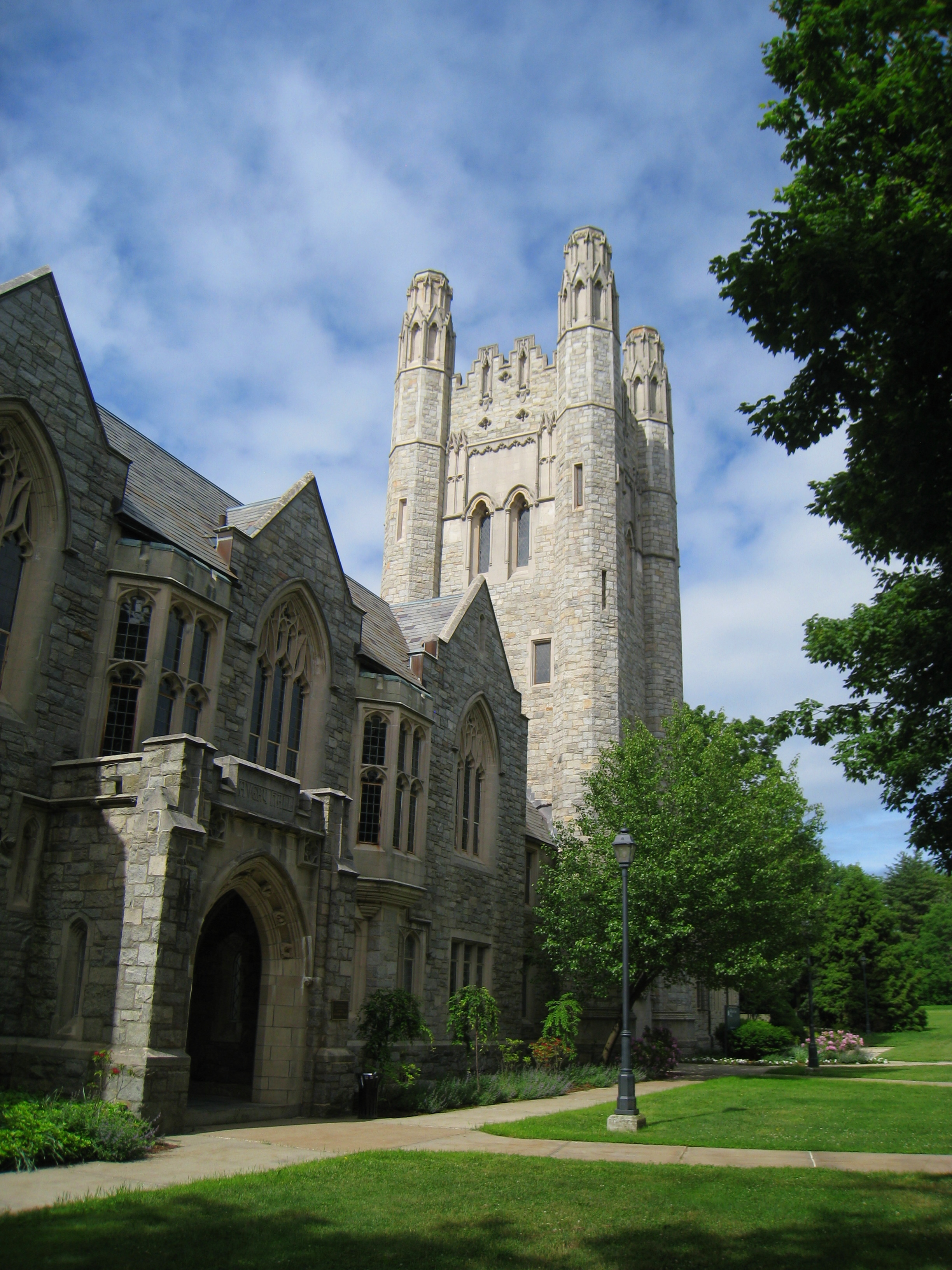
ساختمان دانشکده حقوق، پردیس هارتفورد.

## دانشکده‌ها
دانشگاه کنتیکت دارای ۱۴ دانشکده (school) شامل هنرهای زیبا، منابع طبیعی و کشاورزی، مدیریت، آموزش، مهندسی، تحصیلات تکمیلی، حقوق، علوم انسانی، پزشکی، پرستاری، داروسازی، هنرهای نمایشی، و دانشکده کشاورزی رت کلیف می‌باشد.

## ورزش
تیم‌های بسکتبال زنان و مردان دانشگاه کنتیکت هر کدام به ترتیب ۱۱ و ۴ مرتبه مقام قهرمانی جام ان سی سی ای مردان و زنان را بدست آورده‌اند.